# Euro Hockey Challenge 2011
Euro Hockey Challenge 2011 je první ročník Euro Hockey Challenge. Týmy jsou rozděleny do dvou skupin dle žebříčku IIHF, kde hrají první čtyři týmy (automaticky účastníci EHT) a 11. a 12. tým evropského žebříčku proti týmům na 5. až 10. místě aktuálního evropského žebříčku (nikdy se tak neutkají týmy hrající EHT - CZE, FIN, SWE a RUS).
Skupina A Rusko, Česko, Švýcarsko, Bělorusko, Norsko, Dánsko.
Skupina B Švédsko, Finsko, Slovensko, 
Německo, Lotyšsko, Rakousko.

## Výsledky

### 1. kolo
- Norsko - Česko 1:2, 1:2
- Rusko - Bělorusko 3:2sn, 4:6
- Švýcarsko - Dánsko 4:1,	2:3 sn
- Švédsko - Lotyšsko 4:1, 7:4
- Německo - Rakousko 7:0, 4:2
- Finsko - Slovensko 3:1, 3:2

### 2. kolo
- Bělorusko - Česko 3:2 sn, 2:3
- Dánsko - Norsko 1:4, 4:2
- Švýcarsko - Rusko 4:2, 5:4 pp
- Švédsko - Německo 2:1, 2:0
- Lotyšsko - Finsko 0:5, 3:5
- Slovensko - Rakousko 4:0, 5:3

### 3. kolo
- Slovensko - Švédsko 2:5, 5:1
- Rakousko - Lotyšsko 5:4 sn, 2:3 sn
- Německo - Finsko 2:4, 4:2
- Česko - Švýcarsko 1:0, 2:3
- Bělorusko - Dánsko 3:4 sn, 7:1
- Rusko - Norsko 4:3 sn

## Tabulka
| Poř. | Tým       | Z | V | VP | PP | P | VG | OG | B  |
| ---- | --------- | - | - | -- | -- | - | -- | -- | -- |
| 1.   | Finsko    | 6 | 5 | 0  | 0  | 1 | 24 | 10 | 15 |
| 2.   | Švédsko   | 6 | 5 | 0  | 0  | 1 | 21 | 13 | 15 |
| 3.   | Česko     | 6 | 4 | 0  | 1  | 1 | 12 | 10 | 13 |
| 4.   | Švýcarsko | 6 | 3 | 1  | 1  | 1 | 18 | 12 | 12 |
| 5.   | Bělorusko | 6 | 2 | 1  | 2  | 1 | 23 | 17 | 10 |
| 6.   | Německo   | 6 | 3 | 0  | 0  | 3 | 18 | 12 | 9  |
| 7.   | Slovensko | 6 | 3 | 0  | 0  | 3 | 19 | 15 | 9  |
| 8.   | Rusko     | 6 | 1 | 2  | 1  | 2 | 23 | 22 | 8  |
| 9.   | Dánsko    | 6 | 1 | 2  | 0  | 3 | 14 | 21 | 7  |
| 10.  | Norsko    | 6 | 1 | 0  | 1  | 4 | 13 | 19 | 4  |
| 11.  | Lotyšsko  | 6 | 0 | 1  | 1  | 4 | 15 | 28 | 3  |
| 12.  | Rakousko  | 6 | 0 | 1  | 1  | 4 | 12 | 27 | 3  |

## Zajímavost
Tato soutěž sloužila jako příprava pro mistrovství světa 2011, výsledky se ovšem ukázaly až překvapivě objektivní, když na tomto mistrovství skončily týmy na medailových pozicích ve stejném pořadí jako právě při EHCh.